# Danijar Kienżechanow
Danijar Muratuły Kienżechanow (oryg. Данияр Муратулы Кенжеханов; ur. 20 stycznia 1983) – kazachski piłkarz grający na pozycji napastnika, reprezentant kraju.

## Kariera piłkarska

### Kariera klubowa
Kienżechanow rozpoczął karierę w CSKA-Żigerze Ałmaty. Występował także w Kaspiju Aktau, Karasaju Sarbazdary, Wostoku Ust-Kamienogorsk, FK Ałmaty, Tobole Kustanaj, Kazakmysie Sätbajew, Okżetpesie Kokczetaw, a karierę zakończył w Bäjtereku Astana.

### Kariera reprezentacyjna
W reprezentacji Kazachstanu zadebiutował 17 sierpnia 2005 roku w meczu eliminacji do mistrzostw świata przeciwko Gruzji. W spotkaniu zakończonym wynikiem 1:2 zdobył swoją jedyną bramkę w reprezentacji. Rozegrał łącznie 6 spotkań.
| Mecze i gole w reprezentacji | Mecze i gole w reprezentacji | Mecze i gole w reprezentacji | Mecze i gole w reprezentacji | Mecze i gole w reprezentacji | Mecze i gole w reprezentacji | Mecze i gole w reprezentacji |
| Kazachstan                   | Kazachstan                   | Kazachstan                   | Kazachstan                   | Kazachstan                   | Kazachstan                   | Kazachstan                   |
| Lp.                          | Data                         | Miasto                       | Przeciwnik                   | Gol                          | Wynik                        | Rozgrywki                    |
| ---------------------------- | ---------------------------- | ---------------------------- | ---------------------------- | ---------------------------- | ---------------------------- | ---------------------------- |
| 1.                           | 17.08.2005                   | Ałmaty                       | Gruzja                       | Gol                          | 1:2                          | el. MŚ 2006                  |
| 2.                           | 03.09.2005                   | Tirana                       | Albania                      |                              | 1:2                          | el. MŚ 2006                  |
| 3.                           | 08.10.2005                   | Tbilisi                      | Gruzja                       |                              | 0:0                          | el. MŚ 2006                  |
| 4.                           | 12.10.2005                   | Ałmaty                       | Dania                        |                              | 1:2                          | el. MŚ 2006                  |
| 5.                           | 24.02.2006                   | Larnaka                      | Korea Północna               |                              | 0:0                          | towarzyski                   |
| 6.                           | 28.02.2006                   | Larnaka                      | Finlandia                    |                              | 0:0                          | towarzyski                   |